# Ziano Piacentino
Ziano Piacentino is een gemeente in de Italiaanse provincie Piacenza (regio Emilia-Romagna) en telt 2703 inwoners (31-12-2004). De oppervlakte bedraagt 32,9 km², de bevolkingsdichtheid is 82 inwoners per km².

## Demografie
Ziano Piacentino telt ongeveer 1295 huishoudens. Het aantal inwoners steeg in de periode 1991-2001 met 0,7% volgens cijfers uit de tienjaarlijkse volkstellingen van ISTAT.
| Jaar | Inwoneraantal |
| ---- | ------------- |
| 1991 | 2626          |
| 2001 | 2645          |

## Geografie

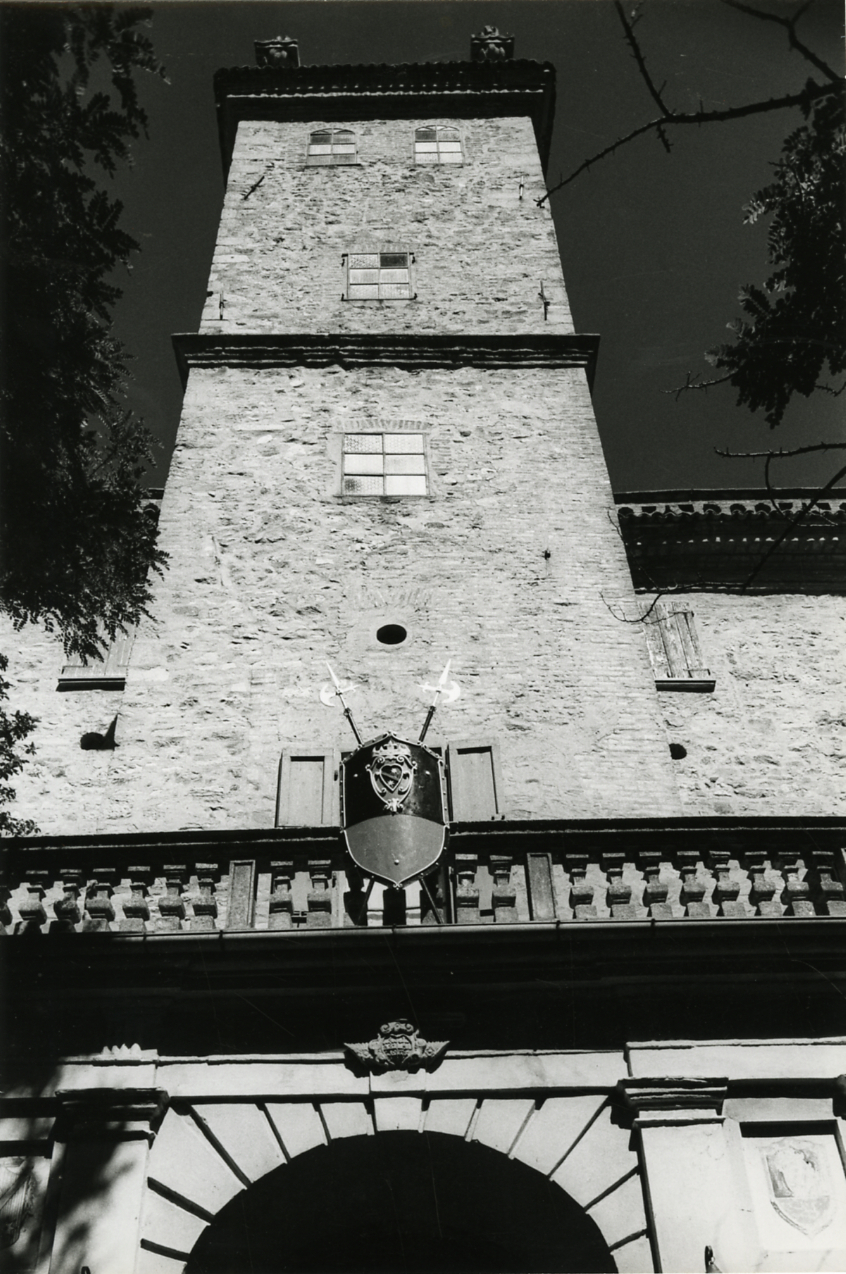
Paolo Monti, 1981

Ziano Piacentino grenst aan de volgende gemeenten: Alta Val Tidone, Borgonovo Val Tidone, Castel San Giovanni, Rovescala (PV), Santa Maria della Versa (PV).
Agazzano · Alseno · Alta Val Tidone · Besenzone · Bettola · Bobbio · Borgonovo Val Tidone · Cadeo · Calendasco · Caorso · Carpaneto Piacentino · Castel San Giovanni · Castell'Arquato · Castelvetro Piacentino · Cerignale · Coli · Corte Brugnatella · Cortemaggiore · Farini · Ferriere · Fiorenzuola d'Arda · Gazzola · Gossolengo · Gragnano Trebbiense · Gropparello · Lugagnano Val d'Arda · Monticelli d'Ongina · Morfasso · Ottone · Piacenza · Pianello Val Tidone · Piozzano · Podenzano · Ponte dell'Olio · Pontenure · Rivergaro · Rottofreno · San Giorgio Piacentino · San Pietro in Cerro · Sarmato · Travo · Vernasca · Vigolzone · Villanova sull'Arda · Zerba · Ziano Piacentino
1. ↑  https://demo.istat.it/?l=it.